# Fisiologia humana
A fisiologia humana é o ramo da fisiologia voltado para o estudo dos seres humanos. Muito de seu conhecimento foi obtido através de experimentos em animais. A anatomia e a fisiologia são campos de estudo estreitamente relacionados: a primeira diz respeito à forma e a segunda dedica-se ao estudo da função de cada parte do corpo, sendo, ambas, áreas de vital importância para a ciências biológicas e da saúde. 

## Funções fisiológicas

### Digestão
A digestão é um processo químico e mecânico onde ocorre a quebra das moléculas dos nutrientes. Estes nutrientes são os lípidos, as proteínas, os carboidratos e os ácidos nucleicos. O caminho do alimento é o seguinte: boca, faringe, esôfago, estômago, duodeno, intestino delgado (jejuno), intestino grosso, reto e ânus, por onde saem as fezes. A bílis, produzida pelo fígado, emulsifica gorduras, facilitando a ação das lipases. Os hormônios envolvidos na digestão são: gastrina, secretina, colecistocinina e enterogastrona. Todos secretados por células epiteliais do trato digestivo. As pregas intestinais ou vilosidades são formadas por vasos sanguíneos e linfáticos, tecido conjuntivo e tecido epitelial com microvilosidades, que aumentam a superfície de absorção. 
As enzimas gástricas (do estômago) não quebram carboidratos, mas apenas proteínas, pela ação da pepsina, que é ativada pelo ácido clorídrico do suco gástrico.
A tripsina e a quimiotripsina estão inicialmente na forma de tripsinogênio e quimiotripsinogênio, que são ativados pela enteroquinase no duodeno, quando o suco pancreático ali é lançado.
Os monossacarídeos são obtidos a partir de dissacarídeos no intestino delgado pela ação das enzimas entéricas: maltase, lactase e sacarase. 
Todo o alimento é utilizado como fonte de energia ou construção da matéria viva. O que estiver em excesso será armazenado na forma de lipídios, nos adipócitos (células do tecido gorduroso ou adiposo). Quando há carência de nutrientes, as gorduras começam a ser mobilizadas como fonte de energia e a pessoa emagrece.
Alguns problemas do trato digestivo são: a úlcera péptica - causada por medicamentos ou pela bactéria Helicobacter pylori, quando há falha na defesa do revestimento do estômago ou duodeno e a acidez gástrica ataca este revestimento, surgindo lesões e buracos, que ocasionam dores e azia; a prisão de ventre, que ocorre quando os movimentos peristálticos do intestino estão muito lentos e os resíduos ficam muito tempo no intestino, onde endurecem devido à grande reabsorção de água; e a diarreia, que ocorre quando o intestino delgado fica irritado e os movimentos peristálticos ficam muito rápidos.

### Excreção
A excreção é a eliminação dos resíduos metabólicos resultantes das reações químicas das células do organismo. Tais excretas nitrogenados não podem permanecer na circulação sanguínea por serem tóxicos. Eles podem ser a amônia, a ureia e o ácido úrico. Os animais amoniotélicos excretam a amônia por ser uma substância muito solúvel em água; os animais uricotélicos excretam ácido úrico, que é muito pouco solúvel e não precisa de quantidade relevante de água; os animais uriotélicos excretam ureia, que requer pouca quantidade de água e é bem adaptada à excreção humana, pois precisamos economizar o máximo de água possível. Nossa excreção é feita pelos néfrons, que são a unidade filtradora dos rins. Existem cerca de um milhão de néfrons em cada rim. Nosso rim é do tipo metanefro, pois retira todos os metabólitos direto do sangue. 99% da água é reabsorvida e, no duto coletor, é formada a urina, sendo esta armazenada na bexiga e liberada pela uretra.
Dois hormônios atuam na excreção humana: a aldosterona e o hormônio antidiurético (ADH). O ADH é liberado pela hipófise e facilita a reabsorção de água nos néfrons. O álcool inibe o ADH, produzindo urina mais diluída e abundante. A aldosterona das suprarrenais aumenta a reabsorção de íons nos túbulos do néfron e atua portanto no controle osmótico do sangue.
Alguns problemas do trato urinário são a uremia - elevação da taxa de ureia no sangue; a glomerulonefrite - inflamação dos glomérulos; os cálculos renais - acumulação de cristais de sais minerais nos rins.

### Respiração
Representada pelos processos de inspiração e expiração. O sistema é formado pelas vias respiratórias e pelos pulmões. O ar inspirado, rico em oxigênio, enche os pulmões ao nível dos alvéolos (sacos onde ocorrem as trocas gasosas com o sangue (hematose). Os pulmões são protegidos pela caixa torácica, formada pelo esterno e pelas costelas. Os movimentos são feitos pelo diafragma e pelos músculos intercostais. Quando inspiramos, a caixa se expande e o diafragma desce, entrando o ar. Quando expiramos, a caixa volta ao normal e o diafragma sobe novamente, expelindo o ar, cheio de gás carbônico. O sangue deve nutrir os tecidos e por isso leva os nutrientes e os gases respiratórios. Quando chega às células dos tecidos diversos, ocorre uma troca entre eles e o sangue arterial, que libera o oxigênio e recebe o gás carbônico, que é carregado principalmente sob a forma de íons Bicarbonato, mas também é levado dissolvido no plasma e ligados à hemoglobina. A anidrase carbônica é a enzima que vai catalisar a reação da água com o dióxido de carbono no sangue. A hemoglobina é o pigmento das hemácias que lhes dá a coloração característica e através dos seus íons Ferro, carregam o oxigênio inspirado para todas as células do corpo. Tal oxigênio será utilizado para a respiração celular, com um saldo energético de 38 ATPs para cada molécula de glicose. 

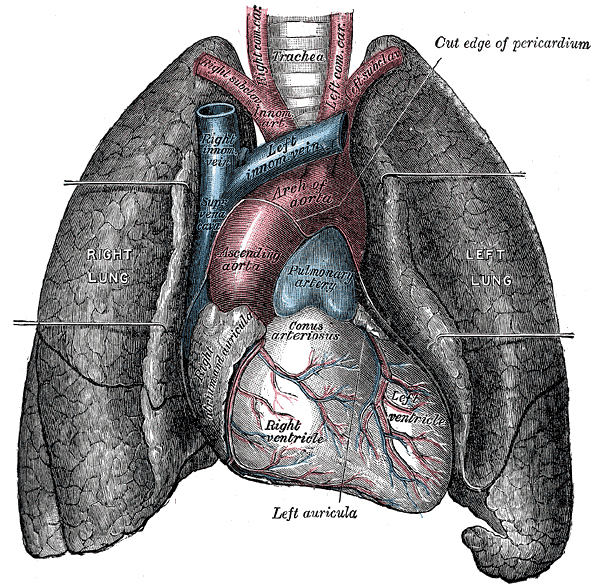
Desenho representando os pulmões e o coração humano

O monóxido de carbono, um gás inodoro, faz uma ligação altamente estável com a hemoglobina, incapacitando-a de transportar o oxigênio. Se o indivíduo for exposto ao monóxido de carbono por um período prolongado, pode chegar à morte por asfixia.
Em altitudes mais elevadas, o ar é mais rarefeito e a disponibilidade de oxigênio, mais baixa. As pessoas que vivem ao nível do mar, ao subirem a tais altitudes sentem o impacto da carência de oxigênio. O organismo, para suprir tal carência, começa a produzir mais hemácias na medula óssea pela ação do hormônio eritropoetina e, portanto, vai haver maior número de moléculas de hemoglobina para captarem mais oxigênio.
Alguns problemas do trato respiratório são a gripe e resfriado - causados por vírus, que atacam as vias respiratórias, os seios nasais e o ouvido; a tuberculose e pneumonia - causadas por bactérias. A traqueia e os brônquios podem ficar inflamados, podendo ocasionar a bronquite aguda e chegar aos pulmões - broncopneumonia. A bronquite crônica ocorre devido à irritação constante das vias aéreas por ação do fumo, alergias e poluição do ar. O enfisema é uma destruição progressiva dos alvéolos, causada principalmente pelo fumo. A asma é uma reação inflamatória nos brônquios, com edema, hipersecreção de muco e contração da musculatura lisa, provocando falta de ar.

### Circulação

Esquema representando o coração humano

A circulação é feita através do tecido sanguíneo. O sangue circula por vasos: as artérias, veias e capilares. A circulação humana é dupla, fechada e completa. O sangue passa duas vezes pelo coração em um circuito completo que dura cerca de 1 minuto. O coração é composto de quatro cavidades: dois átrios e dois ventrículos. O átrio direito recebe sangue venoso do corpo através das veias cavas. O ventrículo direito bombeia este sangue para os pulmões, onde ocorre a hematose, através da artéria pulmonar. O sangue arterial entra no átrio esquerdo e é bombeado para o corpo através da sístole do ventrículo esquerdo e sai do coração para o corpo através das artérias aorta e carótidas. As cavidades são separadas por válvulas e há também válvulas entre os ventrículos e os vasos por onde o sangue sai. O miocárdio é o músculo cardíaco (musculatura estriada cardíaca - movimentos involuntários). Ele tem certa independência em relação ao sistema nervoso, pois permite os batimentos cardíacos através de feixes de células que transmitem um impulso elétrico permitindo os movimentos de sístole e diástole de ambos os átrios e ambos os ventrículos. São o nódulo sinoatrial; o nódulo átrio-ventricular; o feixe de Hiss e as fibras de Purkinje. O sangue arterial leva nutrientes, gases respiratórios e hormônios para os tecidos e recolhe excretas e gás carbônico. A troca ocorre ao nível dos capilares, vasos bem finos, e o que extravasa e não retorna devido à diferença de pressão na parte arterial e na parte venosa do capilar é recolhido pela circulação linfática, que também transporta linfócitos, células de defesa do organismo. O que é recolhido é, mais tarde, levado de volta ao sangue através das veias subclávias. 
A veia é todo vaso que entra no coração, não possui fibra elástica e é complacente. Localiza-se em regiões superficiais. A artéria é todo vaso que sai do coração, independente do tipo de sangue que transporta; e tem fibra elástica e parede larga, rígida e redonda. Localiza-se em regiões profundas.
Alguns problemas do trato circulatório são: a aterosclerose - endurecimento dos vasos sanguíneos pela deposição de placas de gordura (ateroma); a isquemia - dificuldade de transporte de oxigênio e oxigenação das células em geral; a trombose - entupimento de um vaso, impedindo a passagem do sangue; o acidente vascular cerebral (AVC) - rompimento de uma artéria do cérebro devido a uma elevação brusca da pressão arterial; o infarto- morte do miocárdio devido ao entupimento das artérias que irrigam o coração, as coronárias. Sintomas são a angina pectoris (dor no peito esquerdo que irradia para o braço), dor na nuca, sudorese e dificuldade respiratória. Entre as causas dos problemas cardíacos e circulatórios, estão o sedentarismo (falta de exercício físico), obesidade, alimentação rica em gordura animal e gordura trans, fumo, estresse, depressão e uso de anabolizantes.